# Wiesław Kmiecik
Wiesław Kmiecik (ur. 14 grudnia 1956 w Jaśle) – polski trener łyżwiarstwa szybkiego, szkoleniowiec m.in. Zbigniewa Bródki.

## Życiorys

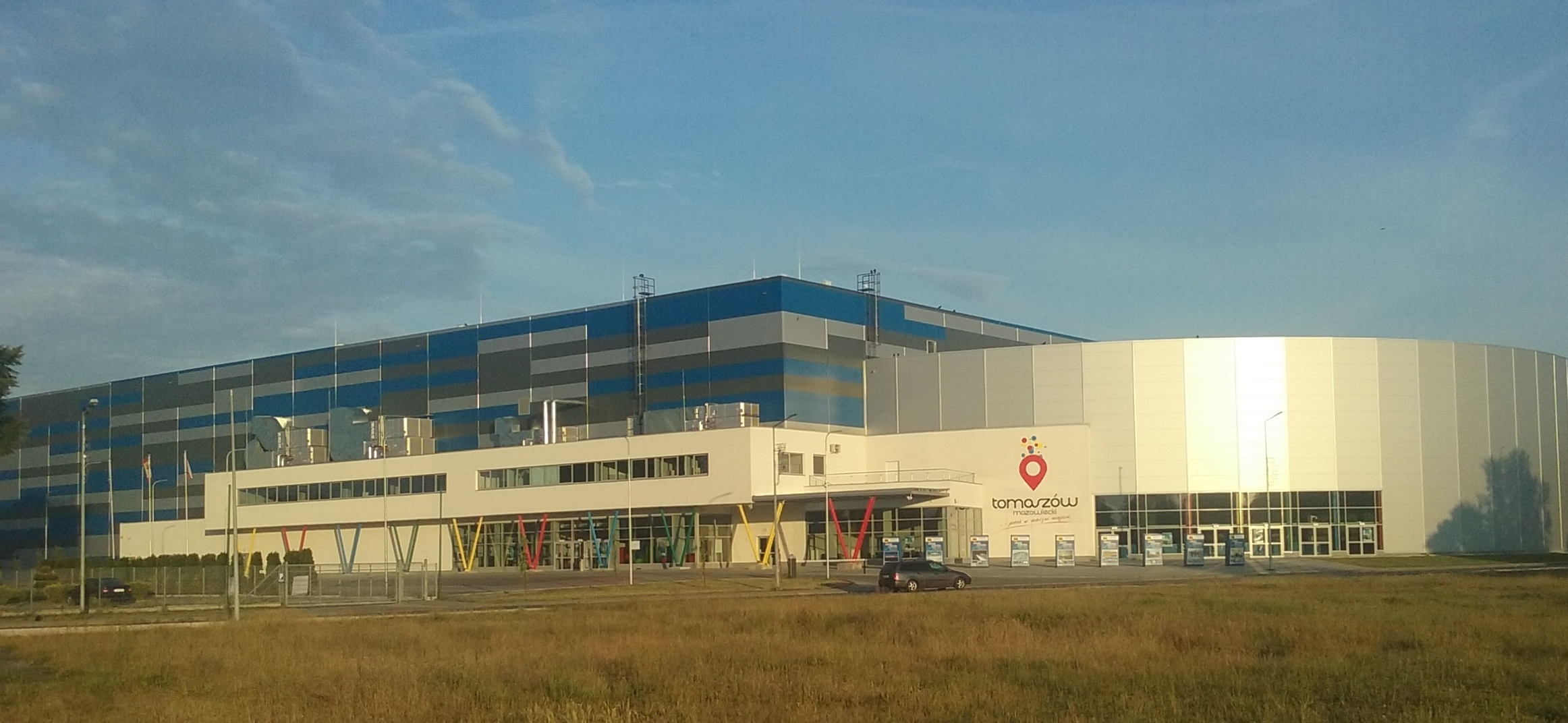
Pierwszy całoroczny tor łyżwiarstwa szybkiego w Polsce - Arena Lodowa Tomaszów Mazowiecki. Obiekt na którym trenują zawodnicy Wiesława Kmiecika

Łyżwiarstwo szybkie zaczął uprawiać w wieku 19 lat w klubie SNPTT Zakopane. W 1981 ukończył studia w Akademii Wychowania Fizycznego w Warszawie. W 1982 osiągnął swój największy sukces zawodniczy - w czasie wielobojowych mistrzostw Polski zajął dwukrotnie trzecie miejsce - w wyścigach na 5000 m i 10000 m. W 1983 odbywał służbę wojskową, trenując w WKS Orzeł Elbląg.
Od 1984 pracuje w klubie Pilica Tomaszów Mazowiecki. Jego zawodnikami byli Jaromir Radke i Paweł Abratkiewicz, których doprowadził do medali mistrzostw świata juniorów i sukcesów seniorskich, a także m.in. Ewa Borkowska-Wasilewska, Artur Szafrański. W 1988 został trenerem reprezentacji Polski seniorów, w latach 1997-2000 prowadził kadrę młodzieżową, w latach 2000-2002 odpowiadał za biegi długodystansowe w kadrze seniorskiej. W latach 2002–2007 współpracował z Justyną Kowalczyk i Aleksandrem Wierietelnym jako konsultant stylu łyżwowego. W latach 2007–2009 był trenerem kadry juniorskiej, w latach 2007-2010 wiceprezesem PZŁS. W 2010 ponownie został trenerem reprezentacji Polski seniorów. Doprowadził Zbigniewa Bródkę do zwycięstwa w klasyfikacji końcowej Pucharu Świata w 2013 i złotego medalu olimpijskiego na Zimowych Igrzyskach Olimpijskich w Soczi (2014) a drużynę w składzie: Zbigniew Bródka, Konrad Niedźwiedzki, Jan Szymański do brązowego medalu olimpijskiego na tej samej imprezie.
Od maja 2019 do  marca 2020 trener konsultant stylu łyżwowego reprezentacji Polski w biegach narciarskich. Od 1 maja 2020 główny trener  reprezentacji Polski   kadry kobiet na dystansach średnich i długich. 

## Odznaczenia
W 2014 został odznaczony Krzyżem Kawalerskim Orderu Odrodzenia Polski. Ponadto odznaczony Srebrnym (2001) i Złotym (2011) Krzyżem Zasługi. Jest laureatem Wielkiej Honorowej Nagrody Sportowej za 2014 rok.